# Pârâul Întors
Pârâul Întors este un curs de apă, afluent al râului Buhai. 

## Hărți
- Harta Județului Botoșani